# Salaam Remi
Salaam Remi Gibbs est un producteur et musicien américain évoluant principalement dans le hip-hop et le RnB. Il est surtout connu pour ses collaborations avec Amy Winehouse, Estelle et pour ses productions pour le rappeur Nas avec qui il travaille régulièrement depuis les années 2000 (notamment Made U Look sur l'album God's Son publié en 2002).

## Biographie
Salaam Remi Gibbs est le fils du musicien de studio Van Gibbs, qui l'aidera à débuter dans l'industrie musicale. En 1986, Salaam Remi débute comme claviériste sur l'album Kingdom Blow de Kurtis Blow. À la fin des années 1980, il se met au mixage son. En 1992, il produit pour le groupe de hip-hop Zhigge. À cette époque, il travaille également avec les Fugees, A Tribe Called Quest et Black Sheep. Il commence réellement à se faire un nom en travaillant avec de nombreux artistes célèbres tels que Lil' Flip (notamment le titre I Need Mine), Ini Kamoze (Here Comes the Hotstepper), The Fugees et leur album multi-platine The Score, ou Toni Braxton et son titre You're Makin Me High.
Remi ne produit pas seulement des artistes américains : en 2002 il compose dix titres de l'album A Little Deeper de la britannique Ms Dynamite, notamment le single à succès, Dy-Na-Mi-Tee. Il est également à la production du premier album d'Amy Winehouse, Frank, publié en 2003. Il sera également au rendez-vous de son deuxième opus, l'album au succès planétaire : Back to Black (2006). En 2006, il compose trois morceaux Feedback des Jurassic 5 et quelques-uns sur Hip Hop Is Dead de Nas.
Remi publie son tout premier projet solo, sur son site web salaamremi.com, intitulé Praguenosis! le 9 juin 2009,. La chanson Praguenosis est façonnée dans la chanson The Black Bond, incluse dans l'album Life Is Good de Nas, l'un de ses travaux en 2012 qui mènera Remi à être nommé d'un Grammy dans la catégorie de « producteur de l'année, non-classique »,.
En 2013, Remi lance son propre label discographique appelé Louder than Life, une sous-division de Sony Music, et deux sous-labels, Re Mi Fa Music et Flying Buddha Records. New York: A Love Story de Mack Wilds est la première publication au label de Remi. En septembre 2013, Remi publie son tout premier album solo, One: In the Chamber, au label Flying Buddha Records. Il est initialement publié en téléchargement payant, puis sur les services payants comme iTunes, avec très peu de publicité malgré la participation notable de Ne-Yo, Corinne Bailey Rae, Jordin Sparks et Akon. Il est néanmoins nommé d'un Grammy dans la catégorie de « meilleur album urban contemporain ». L'album ne sera publié en format CD qu'à partir de juin 2014, accompagné de chansons bonus.

## Discographie

### Album studio
- 2013 : One: In the Chamber

### Productions
- 1993 : Young Girl Bluez (Biz Markie)
- 1994 : Here Comes the Hotstepper (Ini Kamoze)
- 1996 : Fu-Gee-La (The Fugees)
- 2002 : Made You Look (Nas)
- 2002 : I Can (Nas)
- 2002 : Get Down (Nas)
- 2003 : Stronger Than Me (Amy Winehouse)
- 2003 : Can't Get It Back (Mis-Teeq)
- 2004 : In My Bed (Amy Winehouse)
- 2004 : Thief's Theme (Nas)
- 2004 : Fuck Me Pumps (Amy Winehouse)
- 2007 : Tears Dry on Their Own (Amy Winehouse)
- 2007 : Less Than an Hour (Nas feat. Cee Lo Green)
- 2008 : Be a Nigger Too (Nas)
- 2008 : Labels or Love (Fergie)
- 2008 : Just Friends (Amy Winehouse)
- 2008 : Bust Your Windows (Jazmine Sullivan)
- 2008 : Lions, Tigers and Bears (Jazmine Sullivan)
- 2009 : Now I'm that Bitch (Livvi Franc feat. Pitbull)
- 2010 : All I Want Is You (Miguel feat. J. Cole)
- 2010 : Follow Us (Big Boi feat. Vonnegutt)
- 2010 : Night Is Young (Nelly Furtado)
- 2010 : Fuerte (Nelly Furtado feat. Concha Buika)
- 2010 : 10 Seconds (Jazmine Sullivan)
- 2011 : Nasty (Nas)
- 2011 : Play the Guitar (B.o.B feat. André 3000)
- 2011 : You Better Leave Me (Liam Bailey)
- 2011 : Its Not The Same (Liam Bailey)
- 2012 : Beautiful Surprise (Tamia)
- 2012 : The Don (Nas)
- 2012 : Cry (Monica)
- 2012 : Girl On Fire (Alicia Keys)
- Amy Winehouse - You Sent Me Flying/Cherry
- Amy Winehouse - I Heard Love Is Blind
- Amy Winehouse - In My Bed
- Amy Winehouse - Just Friends
- Amy Winehouse - Me and Mr. Jones
- Amy Winehouse - Moody's Mood For Love
- Amy Winehouse - Mr. Magic
- Amy Winehouse - 'Round Midnight
- Amy Winehouse - Some Unholy War
- Amy Winehouse - Stronger than Me
- Amy Winehouse - Tears Dry on Their Own
- Amy Winehouse - Brother
- Amy Winehouse - Like Smoke
- Nas - Bridging the Gap
- Nas - Get Down
- Nas - Hey Nas
- Nas - I Can
- Nas - Made You Look
- Nas - The N
- Nas - Nasty
- Nas - Suicide Bounce
- Nas - Thief's Theme
- Nas - What Goes Around
- Nas - Where Y'all At?
- Nas - Zone Out
- Nas - You Can't Stop Us Now
- Nas - A Queens Story
- Nas - Accident Murderers
- Nas - Reach Out
- Nas - World’s An Addiction
- Nas - Cherry Wine (feat. Amy Winehouse)
- Nas - Bye Baby
- Nas - The Black Bond
- Nelly Furtado - Suficiente Tiempo
- Nelly Furtado - Girlfriend in the City
- Nelly Furtado - Something (feat. Nas)
- Nelly Furtado - The Most Beautiful Thing (feat. Sara Tavares)
- Nelly Furtado - Enemy
- Nelly Furtado - End Game
- Beenie Man - Love Me Now (feat. Wyclef Jean)
- Big Boi - Follow Us (feat. Vonnegut)
- Blaque - Can't Get It Back
- Buckshot LeFonque - No Pain, No Gain (Salaam Remi Remix)
- Canibus - Get Retarded
- Cee-Lo Green - Bodies
- Ciara - Click, Flash
- Da Bush Babees - Remember We (Remix)
- Fugees - Fu-Gee-La
- Fugees - Nappy Heads (Remix)
- Fugees - Ready Or Not (Salaam's Remix)
- Fugees - Vocab (Salaam's Remix)
- Greg Nice - Set It Off
- Groove Collective - Lift Off (Salaam Remi Remix)
- Ini Kamoze - Here Comes The Hotstepper
- Jazmine Sullivan - Bust Your Windows
- Jazmine Sullivan - Lions, Tigers and Bears
- Joss Stone - Young At Heart
- Whitney Houston - My Love Is Your Love (Salaam Remix)
- Wyclef Jean - Bubblegoose (coproduit par Wyclef Jean)
- Lil' Flip - You'z A Trick
- Lil' Flip featuring UGK - You'z A Trick (Remix)
- Mutya Buena - B Boy Baby
- Rupee - Do the Damn Thing
- Angie Martinez - No Playaz (feat. Lil' Mo & Tony Sunshine)
- Angie Martinez - Live At Jimmy's (feat. Big Pun, Cuban Link, Domingo & Sunkiss)
- Lisa « Left Eye » Lopes - The Block Party
- Melanie Fiona - Running (feat. Nas)
- Mis-Teeq - All In One Day
- Mis-Teeq - Can't Get It Back (coproduit par Staybent)
- Mis-Teeq - Strawberrez
- Pras Michel - Dance Hall (feat. Sean Paul, Spragga Benz & Roundhead)
- Nas & Cee-Lo - Less Than An Hour
- Nina Sky - On Some Bullshit
- Nina Sky - Too Long to Let Go
- I-20 - Fightin In the Club (feat. Lil Fate, Titty Boi & Chingy)
- I-20 - The Realist
- I-20 - Point 'Em Out (feat. Juvenile)
- Kevin Lyttle - Last Drop (feat. Spragga Benz & Assassin) (produit par Nicholas Brancker & Salaam Remi)
- Kevin Lyttle - I Got It (feat. Trey Songz & Troy Taylor) (produit par Nicholas Brancker & Salaam Remi)
- Kevin Lyttle - My Lady
- Kevin Lyttle - Dancing Like Making Love (produit par Nicholas Brancker & Salaam Remi)
- Kevin Lyttle - My Love (produit par Da Bhann & Salaam Remi)
- Leona Lewis - Forgiveness (coproduit et écrit par Remi et Kara DioGuardi)
- Leona Lewis - You Bring me Down (coproduit par Taj Jackson et Remi et coécrit par Remi, Jackson et Lewis)
- Ludacris - Virgo (feat. Nas & Doug E. Fresh)
- Chrisette Michele - In This For You, Good Girl
- Carlos Santana - Manana (feat. Keon Bryce)
- Tego Calderón - Payaso ( feat. Eddie Dee & Voltio)
- Lemar - Trust Me
- Livvi Franc - Now I'm that Bitch
- 2005: Motown Remixed - ABC (Jackson Five Remix)
- Major Stress - A Day In Da Stuy
- Ne-Yo - Alone With You (Maddie's Song)
- Ne-Yo - Should Be You (feat. Fabolous & Diddy)
- Ne-Yo - All She Wants (feat. Young Jeezy)